# Línea 415 (Buenos Aires)
La línea 415 era una línea de colectivos del Área Metropolitana de Buenos Aires. Unía Capital Federal con La Plata, operada por la desaparecida Río de La Plata, que la usaba como ramal de la línea 129.

## Recorrido

### Ida
X MAIPÚ, AV. GRAL. BELGRANO, ITALIA, AV. GRAL. BARTOLOMÉ MITRE, AV. LOS QUILMES, AV. CALCHAQUÍ, RUTA PROVINCIAL Nº 36, ROTONDA JUAN MARÍA GUTIÉRREZ, AV. VALENTÍN VERGARA (RUTA NACIONAL Nº 1), CAMINO GENERAL BELGRANO (RUTA NACIONAL Nº 1), AV. 13, rotonda PLAZA JUAN JOSÉ PASO, AV. 44, rotonda PLAZA ITALIA, DIAG. 74, 42 hasta TERMINAL DE ÓMNIBUS DE LA PLATA.
Desde TERMINAL DE ÓMNIBUS DE LA PLATA por 41, DIAG. 74, rotonda PLAZA ITALIA, AV. 44, rotonda PLAZA JUAN JOSÉ PASO, AV. 13, CAMINO GENERAL BELGRANO (RUTA NACIONAL Nº 1), AV. VALENTÍN VERGARA (RUTA NACIONAL Nº 1), ROTONDA JUAN MARÍA GUTIÉRREZ, RUTA PROVINCIAL Nº 36, AV. CALCHAQUÍ, PUERTO ARGENTINO (CALLE Nº 101), ESTANISLAO LÓPEZ (CALLE N° 4 A), AV. CALCHAQUÍ, AV. LOS QUILMES, PILCOMAYO, AV. DARDO ROCHA, AV. GRAL. BARTOLOMÉ MITRE.

## Anteriores dueños
- "Compañía de Transportes Río de La Plata S.A.". Por Disposición Nº 1791/90. Motivo de fin de recorrido: abandono.
- "Inversiones Comerciales Parque U.T.E" (Viasur). Por Disposición N° 1986/05. Continuó operando hasta que esta empresa fue reemplazada.
- "Transportes Automotor Plaza S.A.C.e.I" (último propietario). Por Disposición Nº 1230/03. Motivo de fin de recorrido: abandono.